# Hono
Hono は、TypeScript およびJavaScript のためのオープンソースな Web フレームワークである。Web標準に従っているという特徴がある。

## 概要
Honoは、Webフレームワークであり、コアは http リクエストのためのミドルウェア及びルーティングの登録と使用をすることができる。Web標準に従っている。そのため、Web 標準に従っている任意の JavaScript ランタイム で Hono を使用することができる。
Hono という名前は、日本語の「炎」に由来し、開発者は日本人の和田裕介（英語: Yusuke Wada）である。
その歴史は2021年12月15日に始まり、当初は Cloudflare が運営する Workers と呼ばれるEdgeサービスの為に開発されたが、後に Deno に対応し、そこから任意のランタイムで動作可能になった。

## 特徴
Hono は、以下の特徴を備えている。

### RegExpRouter
RegExpRouter は、Hono に標準で備わっているルーターである。ルーティングを予め 1 つの正規表現にまとめることにより、高速なルーティングを実現している。

### Adapter
Hono は Web 標準な API のみで構成されているため、Web標準に従っているランタイムで動作可能である。それらの API をランタイムが提供していなくても、Adapter という機能を介してさまざまな JavaScript ランタイムで動かすことができる。Honoは、Deno, Node.js, Bun, Cloudflare Workers, AWS Lambdaで動かすこともできる。さらに、サーバーサイド JavaScript ランタイムのみでなく、Hono はブラウザ上で動作する。これにより、ブラウザの Service Worker 上での動作が可能になる。

### Middleware
Hono は、デフォルトでいくつかのMiddlewareを提供する。例えば、デフォルトの Middlewre を用いて CORS対応や、IP アドレスによるアクセス制御が可能である。

## 導入事例
- Cloudflare[39]
- cdnjs（英語版）[39]
- Fastly[39]
- Prisma[39]
- Resend[39]
- サイバーエージェント[39]
- その他